# Philippe Chatrier

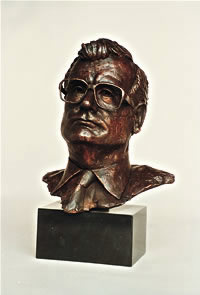
Buste van Philippe Chatrier.

Philippe Chatrier (Créteil, 2 februari 1928 – Dinard, 22 juni 2000) was een Frans tennisspeler die na zijn carrière een leidende rol speelde in het internationale tennis. Hij won het juniorentoernooi van Roland Garros in 1945, speelde voor het Franse Davis Cupteam en was er later ook de captain van.
Na zijn spelerscarrière werd hij sportjournalist. In 1953 richtte hij het tennistijdschrift Tennis de France op. Op 23 april 1953 trouwde hij met de Britse tennisspeelster Susan Partridge – zij hebben twee zonen, maar zijn later gescheiden. Chatrier ging zich ook bezighouden met het bestuur van de sport. Hij ijverde voor de invoering van "open" tennis, waarbij amateur- en professionele spelers samen aan dezelfde toernooien konden deelnemen. Dat "open tijdperk" kwam er in 1968.
Hij was voorzitter van de Franse tennisfederatie van 1973 tot 1993. Daarnaast was hij van 1977 tot 1991 voorzitter, en nadien erevoorzitter, van de internationale tennisfederatie ITF. Hij streefde ernaar om van Roland Garros het beste en grootste grandslamtoernooi te maken. Hij ijverde ook voor het herinvoeren van tennis op de Olympische Spelen, wat in 1988 gebeurde. Hij werd in 1988 lid van het Internationaal Olympisch Comité. In 1992 werd hij opgenomen in de internationale Tennis Hall of Fame.
Het court central van het Roland-Garrosstadion werd in 2001 naar hem vernoemd.